# Editoriale Campi
Editoriale Campi è uma editora italiana, conhecida principalmente como a editora do almanaque e calendário Barbanera.

## História
Foi fundada em 1892 em Foligno por Giuseppe Campi.
Desde o início da atividade especializa-se na produção de divulgações como os "planetas da sorte" (prognósticos impressos em folhetos coloridos) ou em folhas soltas que relatavam, em rima, os eventos miraculosos e as notícias, em edições distribuídas por algum tempo em feiras e mercador por vendedores ambulantes.
Nos anos 30 do século XX, tornou-se o principal produtor italiano de folhetos musicais e avulsos, com letras das músicas em moda no rádio e na televisão. 
Em 1952, sob a iniciativa de Agostino Campi, filho de Giuseppe, inicia a impressão da primeira revista de músicas italiana: "Sorrisi e Canzoni d’Italia", denominado sucessivamente "TV Sorrisi e Canzoni". 
Após a metade do século XX, possui a exclusividade dos direitos referentes à marca Barbanera . 